# 대한민국 100대 명산 목록

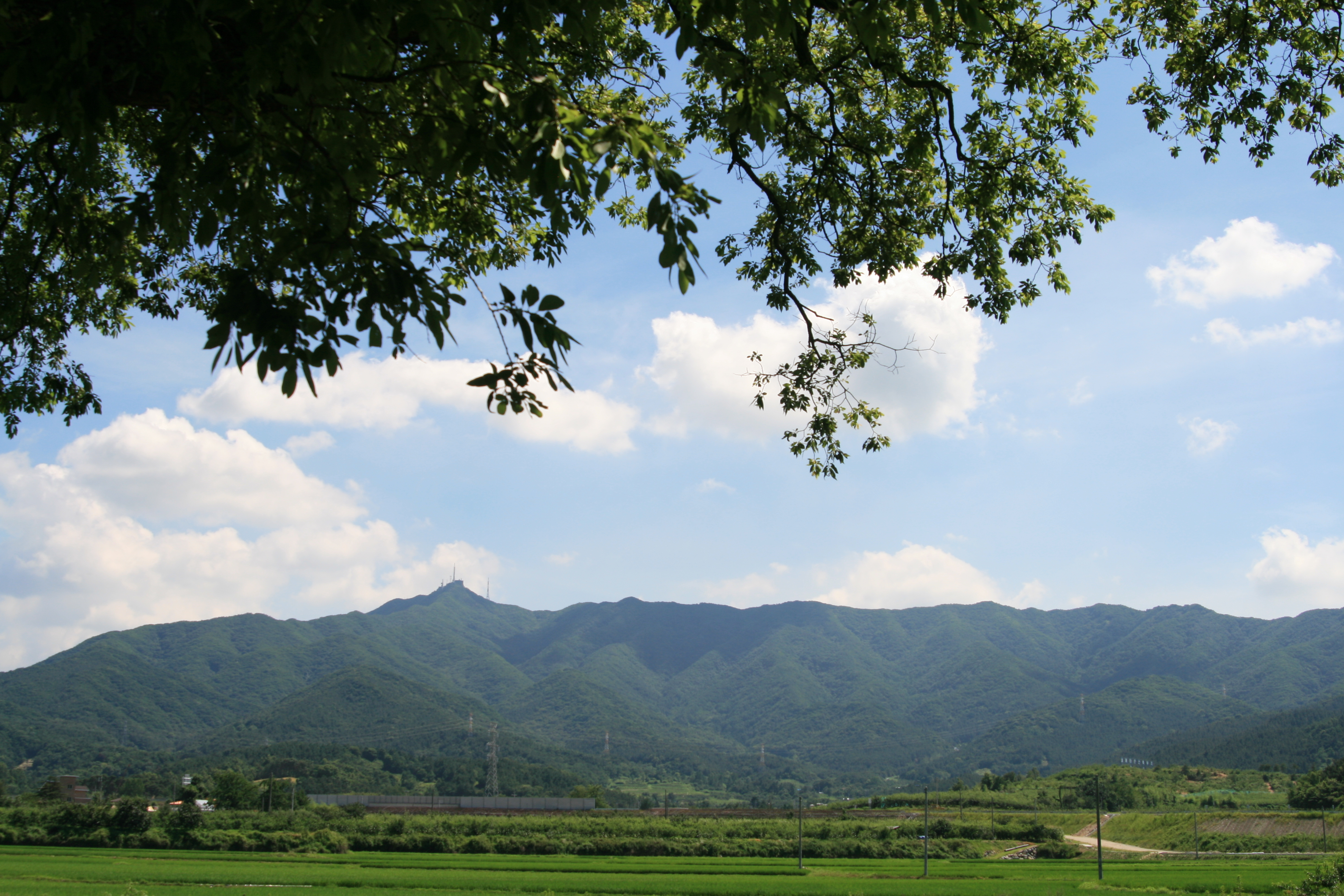
100대 명산 중 하나인 모악산

다음은 대한민국 100대 명산 목록으로, 지난 2002년 10월에 산림청이 선정 공표한 내용을 토대로 작성되었다.

## 목록
| ＼  | 산이름   | 높이(m) | 소재지                                                                | 비고              |
| --- | -------- | ------- | --------------------------------------------------------------------- | ----------------- |
| 1   | 가리산   | 1050.9  | 강원특별자치도 홍천군 두촌면·화촌면, 춘천시 북산면·동면               |                   |
| 2   | 가리왕산 | 1561.9  | 강원특별자치도 정선군 북평면·정선읍 회동리, 평창군 진부면             |                   |
| 3   | 가야산   | 1432.6  | 경상남도 합천군·거창군, 경상북도 성주군                               |                   |
| 4   | 가지산   | 1240.9  | 울산광역시 울주군, 경상북도 청도군, 경상남도 밀양시                   |                   |
| 5   | 감악산   | 674.9   | 경기도 파주시 적성면, 양주시 남면, 연천군 전곡읍                      |                   |
| 6   | 강천산   | 583.7   | 전북특별자치도 순창군 팔덕면, 전라남도 담양군 용면                    |                   |
| 7   | 계룡산   | 846.5   | 대전광역시, 충청남도 공주시 계룡면, 논산시 상월면, 계룡시 신도안면    |                   |
| 8   | 계방산   | 1579.1  | 강원특별자치도 홍천군 내면, 평창군 용편면·진부면                      |                   |
| 9   | 공작산   | 887.4   | 강원특별자치도 홍천군 영귀미면, 화촌면                                |                   |
| 10  | 관악산   | 632.2   | 서울특별시 관악구, 경기도 안양시, 과천시                              |                   |
| 11  | 구병산   | 876.3   | 경상북도 상주신 화북면, 충청북도 보은군 마로면·속리산면               |                   |
| 12  | 금산     | 704.9   | 경상남도 남해군 상주면, 이동면, 삼동면                                |                   |
| 13  | 금수산   | 1015.8  | 충청북도 제천시 수산면, 단양군 적성면                                 |                   |
| 14  | 금오산   | 976.5   | 경상북도 구미시 칠곡군 북삼읍, 김천시 남면                            |                   |
| 15  | 금정산   | 800.8   | 부산광역시 금정구·북구, 경상남도 양산시                               |                   |
| 16  | 깃대봉   | 360.7   | 전라남도 신안군 흑산면 홍도                                           |                   |
| 17  | 남산     | 495.1   | 경상북도 경주시 남산동, 내남면                                        | 다른 이름: 금오산 |
| 18  | 내연산   | 711.3   | 경상북도 포항시 송라면·청하면·죽장면, 영덕군 남정면                   |                   |
| 19  | 내장산   | 763.5   | 전북특별자치도 정읍시 내장동, 순창군 쌍치면·복흥면                    |                   |
| 20  | 대둔산   | 878.9   | 충청남도 논산시 벌곡면·금산군 진산면, 전북특별자치도 완주군 운주면    |                   |
| 21  | 대암산   | 1312.6  | 강원특별자치도 양구군 동면, 인제군 서화면                             |                   |
| 22  | 대야산   | 931     | 경상북도 문경시 가은읍, 충청북도 괴산군 청천면                        |                   |
| 23  | 덕숭산   | 495.2   | 충청남도 예산군 덕산면                                                | 다른 이름: 수덕산 |
| 24  | 덕유산   | 1614.2  | 전라북도 무주군·장수군, 경상남도 거창군·함양군                        |                   |
| 25  | 덕항산   | 1072.9  | 강원특별자치도 삼척시 신기면, 태백시 하사미동                         |                   |
| 26  | 도락산   | 965.3   | 충청북도 단양군 단성면, 대강면                                        |                   |
| 27  | 도봉산   | 740.2   | 서울특별시 도봉구, 경기도 의정부시 호원동·양주시 장흥면               |                   |
| 28  | 두륜산   | 700     | 전라남도 해남군 삼산면·북일면·북평면·현산면                           |                   |
| 29  | 두타산   | 1357    | 강원특별자치도 동해시 삼화동, 삼척시 미로면·하장면                    |                   |
| 30  | 마니산   | 472.1   | 인천광역시 강화군 화도면                                              |                   |
| 31  | 마이산   | 687.4   | 전북특별자치도 진안군 진안읍·마령면                                   |                   |
| 32  | 명성산   | 922     | 강원도 철원군 갈말읍, 경기도 포천시 영북면·이동면                     |                   |
| 33  | 명지산   | 1252.3  | 경기도 가평군 북면·하면                                               |                   |
| 34  | 모악산   | 795.2   | 전라북도 김제시 금산면, 전주시 완산구, 완주군 구이면                  |                   |
| 35  | 무등산   | 1186.8  | 광주광역시 동구, 전라남도 담양군 남면·화순군 이서면                   |                   |
| 36  | 무학산   | 761.4   | 경상남도 창원시 교방동·두척동·내서읍                                  |                   |
| 37  | 미륵산   | 458.4   | 경상남도 통영시 산양읍·봉평동                                         |                   |
| 38  | 민주지산 | 1241.7  | 충청북도 영동군, 전라북도 무주군, 경상북도 김천시                     |                   |
| 39  | 방장산   | 733.6   | 전라남도 장성군, 전북특별자치도 고창군 신림면·정읍시 입암면           |                   |
| 40  | 방태산   | 1445.7  | 강원특별자치도 인제군 기린면·상남면, 홍천군 내면                      |                   |
| 41  | 백덕산   | 1350.1  | 강원특별자치도 평창군 방림면, 횡성군 안흥면, 영월군 수주면            |                   |
| 42  | 백암산   | 741.2   | 전라북도 순창군 복흥면, 잔라남도 장성군 북하면                        |                   |
| 43  | 백운산   | 1222.2  | 전라남도 광양시 진상면·옥룡면·봉강면·다압면, 구례군 간전면            | 위치: 전남 광양   |
| 44  | 백운산   | 883.5   | 강원특별자치도 정선군 신동읍, 평창군 미탄면                           | 위치: 강원 정선   |
| 45  | 백운산   | 903     | 경기도 포천시 이동면, 강원특별자치도 화천군 사내면                    | 위치: 경기 포천   |
| 46  | 변산     | 459     | 전북특별자치도 부안군 변산면, 상서면, 진서면                          |                   |
| 47  | 북한산   | 835.6   | 서울특별시 강북구·성북구·종로구·은평구, 경기도 고양시·양주시          |                   |
| 48  | 비슬산   | 1083.4  | 대구광역시 달성군 옥포읍·유가읍·가창면, 경상북도 청도군 각북면        |                   |
| 49  | 삼악산   | 655.8   | 강원특별자치도 춘천시 서면                                            |                   |
| 50  | 서대산   | 904.1   | 충청남도 금산군 추부면·군북면, 충청북도 옥천군 군서면                 |                   |
| 51  | 선운산   | 334.7   | 전라북도 고창군 아산면·심원면·해리면                                  |                   |
| 52  | 설악산   | 1708.1  | 강원특별자치도 속초시 설악동, 인제군 북면·인제읍, 양양군 서면·강현면  |                   |
| 53  | 성인봉   | 986.5   | 경상북도 울릉군 울릉읍 서면·북면                                      |                   |
| 54  | 소백산   | 1439.7  | 경상북도 영주시 풍기읍, 충청북도 단양군 단양읍                        |                   |
| 55  | 소요산   | 587.5   | 경기도 동두천시, 포천시 신북면                                        |                   |
| 56  | 속리산   | 1058.4  | 경상북도 상주시 화북면, 충청북도 보은군 내속리면                      |                   |
| 57  | 신불산   | 1159.3  | 울산광역시 울주군 삼남면·상북면                                       |                   |
| 58  | 연화산   | 524     | 경상남도 고성군 개천면·영현면                                         |                   |
| 59  | 오대산   | 1565.4  | 강원특별자치도 평창군 진부면, 홍천군 내면, 강릉시 연곡면              |                   |
| 60  | 오봉산   | 777.9   | 강원특별자치도 춘천시 북산면, 화천군 간동면                           |                   |
| 61  | 용문산   | 1157.1  | 경기도 양평군 용문면·옥천면                                           |                   |
| 62  | 용화산   | 877.8   | 강원특별자치도 화천군 간동면·하남면, 춘천시 사북면                    |                   |
| 63  | 운문산   | 1195.1  | 경상북도 청도군 운문면, 경상남도 밀양시 산내면                        |                   |
| 64  | 운악산   | 934.7   | 경기도 가평군 하면, 포천시 화현면                                     |                   |
| 65  | 운장산   | 1125.8  | 전라북도 진안군 주천면, 부귀면, 정천면, 완주군 동상면                 |                   |
| 66  | 월악산   | 1095.3  | 충청북도 제천시 한수면, 덕산면                                        |                   |
| 67  | 월출산   | 810.7   | 전라남도 영암군 영암읍·군서면·학산면, 강진군 성전면                   |                   |
| 68  | 유명산   | 864     | 경기도 가평군 설악면, 양평군 옥천면                                   |                   |
| 69  | 응봉산   | 999.7   | 강원도 삼척시 가곡면·원덕읍, 경상북도 울진군 북면                     |                   |
| 70  | 장안산   | 1237.4  | 전라북도 장수군 장수읍, 계남면                                        |                   |
| 71  | 재약산   | 1119.1  | 경상남도 밀양시 단장면·산내면, 울산광역시 울주군 상북면               |                   |
| 72  | 적상산   | 1030.6  | 전북특별자치도 무주군 적상면                                          |                   |
| 73  | 점봉산   | 1426    | 강원특별자치도 양양군 서면, 인제군 인제읍·기린면                      |                   |
| 74  | 조계산   | 887.3   | 전라남도 순천시 승주읍·송광면                                         |                   |
| 75  | 주왕산   | 722.1   | 경상북도 청송군 청송읍·부동면, 영덕군 지품면·달산면                   |                   |
| 76  | 주흘산   | 1108.4  | 경상북도 문경시 문경읍                                                |                   |
| 77  | 지리산   | 1915.4  | 전북특별자치도 남원시, 전라남도 구례군, 경상남도 하동군·산청군·함양군 |                   |
| 78  | 지리산   | 399.3   | 경상남도 통영시 사량면                                                |                   |
| 79  | 천관산   | 724.3   | 전라남도 장흥군 관산읍, 대덕읍                                        |                   |
| 80  | 천마산   | 810.3   | 경기도 남양주시 화도읍, 오남읍                                        |                   |
| 81  | 천성산   | 920.2   | 경상남도 양산시 하북면, 상북면                                        |                   |
| 82  | 천태산   | 715.2   | 충청북도 영동군 양산면, 충청남도 금산군 제원면                        |                   |
| 83  | 청량산   | 869.7   | 경상북도 봉화군 명호면·재산면, 안동시 도산면·예안면                   |                   |
| 84  | 추월산   | 731.2   | 전라남도 담양군 용면, 전라북도 순창군 복흥면                          |                   |
| 85  | 축령산   | 887.1   | 경기도 남양주시 수동면, 가평군 상면                                   |                   |
| 86  | 치악산   | 1282    | 강원특별자치도 원주시, 횡성군, 영월군                                 |                   |
| 87  | 칠갑산   | 559.7   | 충청남도 청양군 대치면, 정산면, 장평면                                |                   |
| 88  | 태백산   | 1566.7  | 강원특별자치도 태백시, 경상북도 봉화군 석포면                         |                   |
| 89  | 태화산   | 1027.5  | 강원특별자치도 영월군 영월읍, 충청북도 단양군 영춘면                  |                   |
| 90  | 팔공산   | 1192.3  | 대구광역시 군위군 부계면, 경상북도 영천시 신녕면, 대구광역시 동구     |                   |
| 91  | 팔봉산   | 328.2   | 강원특별자치도 홍천군 서면                                            |                   |
| 92  | 팔영산   | 606.9   | 전라남도 고흥군 점암면, 영남면                                        |                   |
| 93  | 한라산   | 1947.3  | 제주특별자치도                                                        |                   |
| 94  | 화악산   | 1468.3  | 경기도 가평군 북면, 강원특별자치도 화천군 사내면                      |                   |
| 95  | 화왕산   | 757.7   | 경상남도 창녕군 창녕읍, 고암면                                        |                   |
| 96  | 황매산   | 1113.1  | 경상남도 합천군 대병면·가회면, 산청군 차황면                          |                   |
| 97  | 황석산   | 1192.5  | 경상남도 함양군 안의면, 서하면, 서상면                                |                   |
| 98  | 황악산   | 1111.4  | 경상북도 김천시 대항면                                                |                   |
| 99  | 황장산   | 1078.9  | 경상북도 문경시 동로면                                                |                   |
| 100 | 희양산   | 996.4   | 경상북도 문경시 가은읍, 충청북도 괴산군 연풍면                        |                   |

## 같이 보기
- 일본백명산